# Josna Loulendo
Josna Loulendo (Pointe-Noire, 15 de enero de 2004) es un futbolista congoleño que juega en la demarcación de delantero para el Al Ain FC de la UAE Pro League.

## Selección nacional
Tras jugar en las categorías inferiores de la selección, finalmente hizo su debut con la selección de fútbol de República del Congo el 11 de octubre de 2024 en un encuentro de clasificación para la Copa Africana de Naciones de 2025 contra Sudáfrica que finalizó con un resultado de 5-0 a favor del combinado sudafricano tras los goles de Bathusi Aubaas, Lyle Foster, Iqraam Rayners y un doblete de Teboho Mokoena.

## Clubes
| Club      | País                   | Año   | Partidos | Goles |
| --------- | ---------------------- | ----- | -------- | ----- |
| Al Ain FC | Emiratos Árabes Unidos | 2023- | 24       | 6     |